# Thronfolge (Spanien)
Die spanische Thronfolge ist im Artikel 57 der Verfassung des Königreichs Spanien vom 27. Dezember 1978 festgelegt.
Eine Änderung des Artikels 57 gilt als „wesentliche Verfassungsänderung“, die nur umständlich durchzuführen ist. Zunächst müssten beide Kammern des Parlaments jeweils mit Zweidrittelmehrheit zustimmen. Anschließend würde das Parlament aufgelöst, nach der Neuwahl müsste das neue Parlament wieder mit Zweidrittelmehrheiten in beiden Kammern zustimmen, anschließend müsste eine Volksabstimmung durchgeführt werden.

## Thronfolgeregelung

Wappen des Königs von Spanien

Die zitierte Verfassungsbestimmung besagt im soweit entscheidenden und abschließenden Absatz 1:
Die Krone Spaniens ist erblich unter den Nachfolgern Seiner Majestät Don Juan Carlos I. de Borbón, legitimem Erben der historischen Dynastie. Die Thronfolge folgt der Regel der Erstgeburt und Ersetzung, die ältere der jüngeren Linie, den näheren dem fernen Grade, im gleichen Grade den Mann der Frau und bei gleichem Geschlecht die ältere Person der jüngeren vorziehend.
Nach Absatz 4 des genannten Artikels erlischt der Thronfolgeanspruch, wenn der Betreffende gegen ausdrückliches Verbot des Königs und der Cortes Generales die Ehe eingeht; der Verlust wirkt auch gegen die Nachfahren. Anders als beispielsweise in den Niederlanden bedarf es also nicht der ausdrücklichen Zustimmung des Parlamentes zu einer Eheschließung, um die Thronfolge zu erhalten, sondern eines Verbotes, um diese auszuschließen.
Das Königshaus und die führenden Parteien sind sich im Prinzip seit der Geburt von Infantin Leonor einig, dass der Vorrang männlicher Erben in der Thronfolge abgeschafft werden sollte, so dass Leonor auch dann nach ihrem Vater Thronerbin wäre, wenn sie einen Bruder bekäme. Wegen des komplizierten Verfahrens, das auch Neuwahlen nötig macht, wurde die dazu notwendige Verfassungsänderung bisher nicht durchgeführt.
Die Thronfolge ist nach herrschender Verfassungsauslegung nicht auf Nachfahren Juan Carlos’ I. beschränkt. Bei Aussterben der regierenden Linie des Hauses Bourbon könnte also durchaus auch eine ältere Seitenlinie einen Thronanspruch erwerben. Gerade insoweit ist auch Abs. 4 des Art. 57 bedeutsam, da damit gegebenenfalls ein verwandtschaftlich weit entfernter Nachfolger den Thron besteigen könnte, auch wenn dessen Eheschließung oder die seiner Vorfahren vermutlich verboten worden wäre, wenn die Cortes die Eventualität der Thronfolge gesehen hätten.
Die Frage, ob Seitenlinien, die von Familienmitgliedern, welche ihren Thronfolgeanspruch in der Vergangenheit verloren hatten, abgeleitet sind, thronfolgeberechtigt sind, ist bislang nicht entschieden.
Abdankungen und Verzichte bedürfen der Sanktionierung durch Organgesetz. Durch ein solches sind auch Zweifel rechtlicher oder tatsächlicher Art über die Thronfolge zu beseitigen (Art. 57 Abs. 5).
Beim Aussterben des Herrscherhauses treffen die Cortes eine Nachfolgeregelung, „die die Interessen Spaniens am besten wahrt“.

## Uneheliche Kinder
Die spanische Verfassung unterscheidet nicht zwischen ehelichen und unehelichen Kindern des Königs. Somit könnte durch einen Vaterschaftstest ein Anspruch auf die spanische Krone für mögliche uneheliche Kinder oder deren Nachfahren begründet werden.

## Thronfolgeliste
Hieraus ergibt sich die nachfolgende Thronfolgeliste:
Juan de Borbón, Graf von Barcelona → König Juan Carlos I. → König Felipe VI.
1. Infantin Leonor von Spanien (* 31. Oktober 2005), älteste Tochter des Königs und von Letizia Ortiz Rocasolano;
2. Infantin Sofía von Spanien (* 29. April 2007), zweite Tochter des Königs und von Letizia Ortiz Rocasolano;
König Alfons XIII. → Juan de Borbón, Graf von Barcelona → König Juan Carlos I.
3. Infantin Elena von Spanien, Herzogin von Lugo (* 20. Dezember 1963), ältestes Kind König Juan Carlos I.;
4. 00 Felipe Juan Froilán de Todos los Santos de Marichalar y de Borbón (* 17. Juli 1998), ältestes Kind der Herzogin von Lugo;
5. 00 Victoria Federica de Marichalar y de Borbón (* 9. September 2000), jüngeres Kind der Herzogin von Lugo;
6. Infantin Cristina von Spanien (* 13. Juni 1965), zweites Kind König Juan Carlos I.;
7. 00 Juan Valentín de Todos los Santos Urdangarin y de Borbón (* 29. September 1999), ältestes Kind von Cristina von Spanien;
8. 00 Pablo Nicolás Sebastian Urdangarin y de Borbón (* 6. Dezember 2000), zweites Kind von Cristina von Spanien;
9. 00 Miguel de Todos los Santos Urdangarin y de Borbón (* 30. April 2002), drittes Kind von Cristina von Spanien;
10. 00 Irene Urdangarin y de Borbón (* 5. Juni 2005), viertes  Kind von Cristina von Spanien.

An nächster Stelle der Thronfolge stünden die Nachkommen der verstorbenen ältesten Schwester von Juan Carlos, María del Pilar von Spanien, Herzogin von Badajoz, also deren vier Söhne und ihre Tochter. Die Thronfolgeberechtigung der Herzogin von Badajoz und ihrer Nachkommen ist insoweit fraglich, als sie, wenn auch nicht unter den Voraussetzungen des – damals noch nicht erlassenen – Artikel 57 Abs. 5 der Verfassung, vor ihrer Hochzeit auf die Thronfolgerechte verzichtet hatte. Damit dürfte es auch faktisch, soweit keine thronfolgeberechtigten Nachfahren König Juan Carlos I. mehr bestehen, einer Entscheidung der Cortes über die Thronfolge bedürfen.
Die weiteren Thronfolger wären – unter denselben Bedingungen wie die Herzogin von Badajoz und deren Kinder – die jüngste königliche Schwester, Margarita María de Borbón, Herzogin von Soria und Hernani, dieser nachfolgend deren zwei Kinder.